# Sepia braggi
Sepia braggi är en bläckfiskart som beskrevs av Sir Joseph Cooke Verco 1907. Sepia braggi ingår i släktet Sepia och familjen Sepiidae. IUCN kategoriserar arten globalt som livskraftig. Inga underarter finns listade i Catalogue of Life.